# Neoseiulus lateralis
Neoseiulus lateralis är en spindeldjursart som först beskrevs av James P. Tuttle och Muma 1973.  Neoseiulus lateralis ingår i släktet Neoseiulus och familjen Phytoseiidae. Inga underarter finns listade i Catalogue of Life.